# Coppa delle nazioni oceaniane femminile 1983
La Coppa delle nazioni oceaniane femminile 1983, ufficialmente 1983 OFC Women's Championship, è stata la prima edizione ufficiale della manifestazione, disputata dal 28 novembre e al 4 dicembre 1983 in Nuova Caledonia. Il torneo, riservato alle Nazionali di calcio femminile oceaniane, fu organizzato dalla Oceania Football Confederation (OFC).
Fu la Nuova Zelanda a vincere la prima edizione del torneo.

## Formula del torneo
Le quattro squadre che disputavano la fase finale si affrontavano in un solo girone all'italiana con la prima e la seconda classificata che avrebbero avuto accesso alla finale.

## Incontri
| Squadra         | P.ti | G | V | N | P | GF | GS | DR  |
| --------------- | ---- | - | - | - | - | -- | -- | --- |
| Nuova Zelanda   | 5    | 3 | 2 | 1 | 0 | 21 | 1  | +20 |
| Australia       | 5    | 3 | 2 | 1 | 0 | 18 | 0  | +18 |
| Nuova Caledonia | 2    | 3 | 1 | 0 | 2 | 2  | 11 | -9  |
| Figi            | 0    | 3 | 0 | 0 | 3 | 1  | 30 | -29 |

| Numea 28 novembre 1983                      | Nuova Caledonia | 2 – 0 referto | Figi |  |
| \| \| \| \| \| ? ?’ ? ?’ \| Marcatori \| \| |                 |               |      |  |
|                                             |                 |               |      |  |
| ? ?’ ? ?’                                   | Marcatori       |               |      |  |

| Numea 28 novembre 1983 | Nuova Zelanda | 0 – 0 referto | Australia |  |

| Numea 30 novembre 1983                                                        | Nuova Caledonia | 0 – 5 referto                               | Australia |  |
| \| \| \| \| \| \| Marcatori \| ?’ Heydon ?’, ?’ Dolan ?’ Porter ?’ Wardell \| |                 |                                             |           |  |
|                                                                               |                 |                                             |           |  |
|                                                                               | Marcatori       | ?’ Heydon ?’, ?’ Dolan ?’ Porter ?’ Wardell |           |  |

| Numea 30 novembre 1983 | Nuova Zelanda | 15 – 1 referto | Figi |  |
| \| \| \| \| \| Sharpe ?’, ?’, ?’, ?’, ?’ Baker ?}’, ?’, ?’ Grant ?’, ?’, ?’ Jacobson ?’, ?’ Pullen ?’ Robertson ?’ \| Marcatori \| ?’ ? \| |               |                |      |  |
| |               |                |      |  |
| Sharpe ?’, ?’, ?’, ?’, ?’ Baker ?}’, ?’, ?’ Grant ?’, ?’, ?’ Jacobson ?’, ?’ Pullen ?’ Robertson ?’                                        | Marcatori     | ?’ ?           |      |  |

| Numea 2 dicembre 1983 | Australia | 13 – 0 referto | Figi |  |
| \| \| \| \| \| Monteath ?’, ?’, ?’ Millman ?’ Wardell ?’, ?’, ?’ Iserief ?’, ?’, ?’ Heydon ?’, ?’, ?’ \| Marcatori \| \| |           |                |      |  |
| |           |                |      |  |
| Monteath ?’, ?’, ?’ Millman ?’ Wardell ?’, ?’, ?’ Iserief ?’, ?’, ?’ Heydon ?’, ?’, ?’                                   | Marcatori |                |      |  |

| Numea 2 dicembre 1983                                                                  | Nuova Caledonia | 0 – 6 referto                                        | Nuova Zelanda |  |
| \| \| \| \| \| \| Marcatori \| ?’, ?’ Hall ?’ Hogg ?’ Pullen ?’ Robertson ?’ Sharpe \| |                 |                                                      |               |  |
|                                                                                        |                 |                                                      |               |  |
|                                                                                        | Marcatori       | ?’, ?’ Hall ?’ Hogg ?’ Pullen ?’ Robertson ?’ Sharpe |               |  |

## Finale
| Numea 4 dicembre 1983                                                                     | Nuova Zelanda | 3 – 2 (d.t.s.) referto | Australia |  |
| \| \| \| \| \| Jacobson ?’ Sharpe ?’ ? ?’ (aut.) \| Marcatori \| ?’ Brentnall ?’ Dolan \| |               |                        |           |  |
|                                                                                           |               |                        |           |  |
| Jacobson ?’ Sharpe ?’ ? ?’ (aut.)                                                         | Marcatori     | ?’ Brentnall ?’ Dolan  |           |  |